# Telecký mlýn
Telecký mlýn (Halvův) v Telecím v okrese Svitavy je vodní mlýn, který stojí na Teleckém potoce v centru obce proti obecnímu úřadu. Je chráněn jako nemovitá kulturní památka České republiky.

## Historie
Mlýn je zakreslen na mapě Císařských povinných otisků z roku 1839.

## Popis
Původní mlýn byl přebudován na hostinec a později na velkou venkovskou dvorcovou usedlost. Klasicistní zděná obytná budova se sýpkou nad světnicí má dochovaný prostor mlýnice bez vybavení. Za mlýnem ve stráni je zachovaná  hráz malého rybníka a část původního náhonu.
Obytné stavení je trojprostorové. Malá síň je přístupná ze dvora, kde je také dřevěné schodiště na půdu. Dveře do velké světnice se nacházejí vpředu, v zadní části jsou dveře do bývalé mlýnice se 4 metry vysokým stropem a do bývalé konírny. Světnice má původní strop, který je i s trámy podbitý deskami. Pod zděným průčelím se nacházela malá zděná světnice a za ní původně černá kuchyně.
Půda je dvoupatrová - původní prostorná sýpka nad světnicí je přestavěná, ostatní prostory sloužily jako seník. Zadní štít obytného stavení je dřevěný a svisle bedněný, s podlomenicí se šindelovou stříškou; dvířka ve štítu nad cestou z polí sloužila ke skládání úrody, slámy a sena. Stavby mají krov hambalkový a střechu sedlovou.
Uzavřený dvůr má vpředu 4 metry vysokou zděnou parkánovou stěnou s velkými dřevěnými vraty u stodoly a malou dřevěnou jednodílnou brankou u obytného stavení. Další vchod do dvora se nachází mezi obytným stavením a chlévem; jedná se o branku na zadní cestu do polí.
Voda na vodní kolo vedla náhonem od potoka poměrně vysoko za mlýnicí. Ve mlýně je dochován sloup mlýnské hranice, ale v druhotném použití jako takzvané „krátče“. Vodní kolo na svrchní vodu se nedochovalo.